# Tropicana Atlantic City
Tropicana Casino and Resort Atlantic City, kallas Tropicana Atlantic City, tidigare Tropworld Casino and Entertainment Resort, är både ett kasino och hotell som ligger i Atlantic City, New Jersey i USA. Den ägs av Gaming and Leisure Properties och drivs av Caesars Entertainment, Inc. (tidigare Eldorado Resorts). Hotellet har totalt 2 366 hotellrum medan kasinot har en spelyta på 11 892 kvadratmeter (m2).

## Historik
Kasinot har sitt ursprung från 1919 när hotellet The Ambassador Hotel uppfördes. Hotellet var förmodligen mest känt dels för seansen mellan Harry Houdini och Sir Arthur Conan Doyle och dennes fru, för att komma i kontakt med Houdinis avlidne mor. Dels var ett av hotellen som användes av deltagare vid den uppmärksammade maffiakonferensen i Atlantic City, där bland annat Al Capone, Frank Costello, Meyer Lansky och Lucky Luciano deltog. Hotellet avvecklade sin verksamhet runt 1969. 1978 köpte hotellkedjan Ramada Inns hotellet i syfte att renovera den till att vara både kasino och hotell för $80 miljoner. Delstaten New Jerseys kasinokommission New Jersey Casino Control Commission (NJCCC) sa nej till ansökan i syfte att få Ramada Inns att bygga nytt istället för att renovera befintlig byggnad. I augusti 1979 kom parterna överens om en överenskommelse efter en tids förhandlingar, där Ramada Inns åtog sig att bygga kasinot utifrån delar av Ambassadors stålskelett för $139 miljoner. I december köpte Ramada Inns kasinot Tropicana Las Vegas i Paradise i Nevada för $70 miljoner, man beslutade att det nya kasinot i Atlantic City skulle få namnet Tropicana Atlantic City. 1988 genomgick kasinot en renovering och där man anlade en nöjespark med tillhörande pariserhjul inne i kasinot samt att uppföra ett höghus för att öka kasinots hotellkapacitet. Kasinot fick ett nytt namn i Tropworld Casino and Entertainment Resort. Året efter knoppade Ramada Inns av sin kasinoverksamhet och förde över det till ett nytt företag med namnet Aztar Corporation. 1996 uppförde Aztar ett till höghus för hotellverksamhet och passade också på att genomföra en större renovering av egendomen i syfte att främst locka till sig fler storspelare. Kasinot fick också sitt nuvarande namn.
2007 blev Aztar uppköpta av hotellkedjan Columbia Sussex för $2,75 miljarder. I och med köpet så grundades det ett dotterbolag med namnet Tropicana Entertainment LLC för att vara ett holdingbolag till de båda kasinonen. När spellicensen i Atlantic City skulle förnyas, fick man avslag från NJCCC, vilket innebar att kasinot hamnade under en förvaltare tills en ny ägare kunde hittas. I maj 2008 gick dotterbolaget i konkurs på grund av den indragna spellicensen och den globala finanskrisen. I juli 2009 blev kasinot Tropicana Las Vegas uppköpt av deras fordringsägare med riskkapitalbolaget Onex Corporation i spetsen. Den 8 mars 2010 köpte investeraren Carl Icahn konkursboet för $200 miljoner och nya företaget fick namnet Tropicana Entertainment Inc., man fick också i april spellicens för kasinot i Atlantic City. 2018 köpte Eldorado Resorts tillsammans med Gaming and Leisure Properties företaget för totalt $1,85 miljarder, där GLPI betalade $1,21 miljarder för tomterna och ägandet av Tropicanas egendomar medan Eldorado betalade $640 miljoner för att driva dem.